# ピニャ

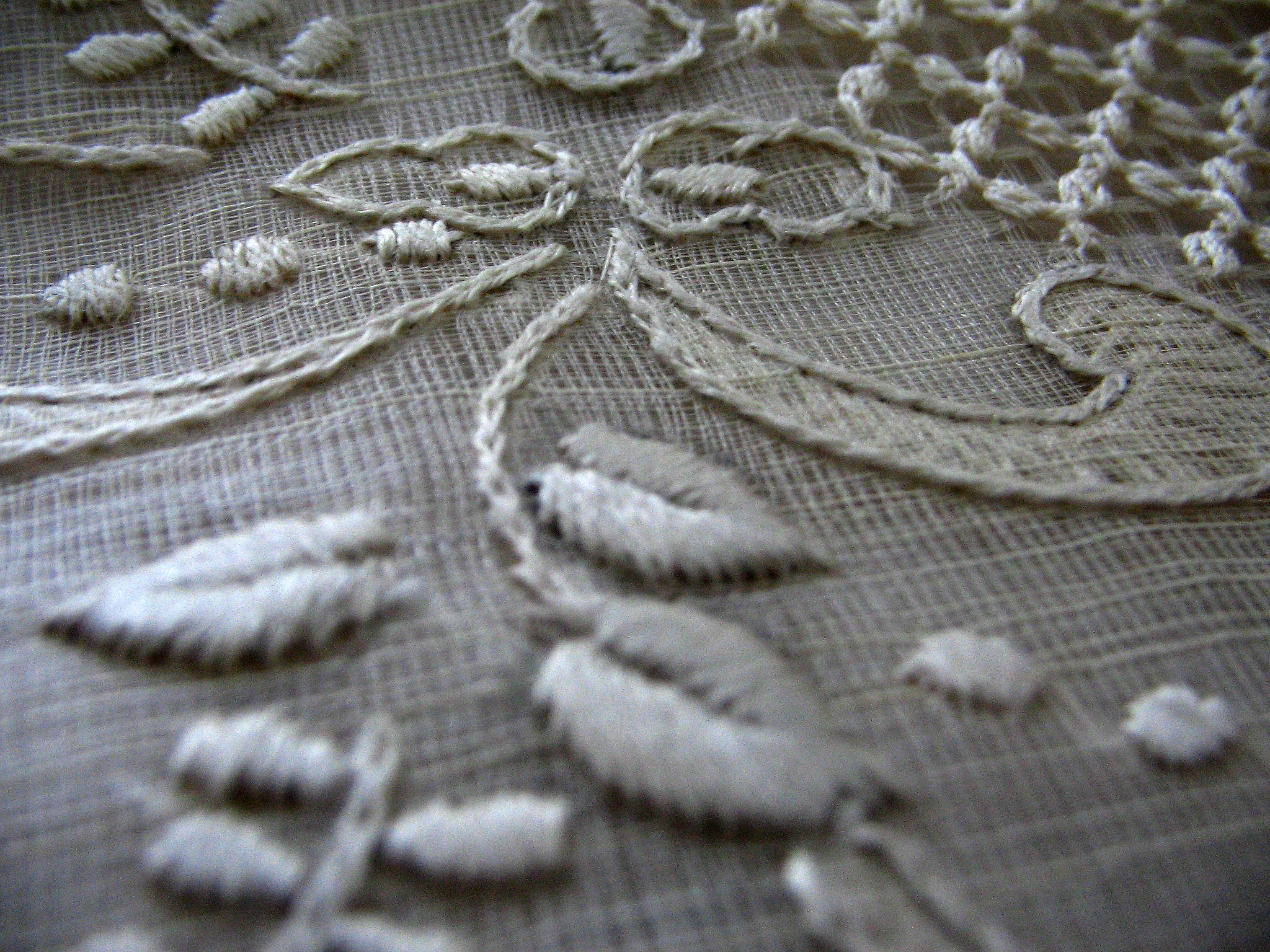
ピニャ繊維で作られたバロンタガログの刺繍の拡大。

ピニャ（タガログ語: piña, pinya [pɪˈnja]）は、パイナップルの葉から作られた伝統的なフィリピンの繊維。パイナップルは17世紀以降、フィリピンで広く栽培されており、ニピス織として知られる光沢のあるレースのような豪華な布となる。名前はスペイン語でパイナップルを意味するpiñaに由来する。ピーニャとも表記される。
2018年2月、フィリピン国立文化芸術委員会はアクラン州政府とともに、UNESCOの無形文化遺産にカリボのピニャを提案する手続きを開始した。2023年に登録された。

## 歴史

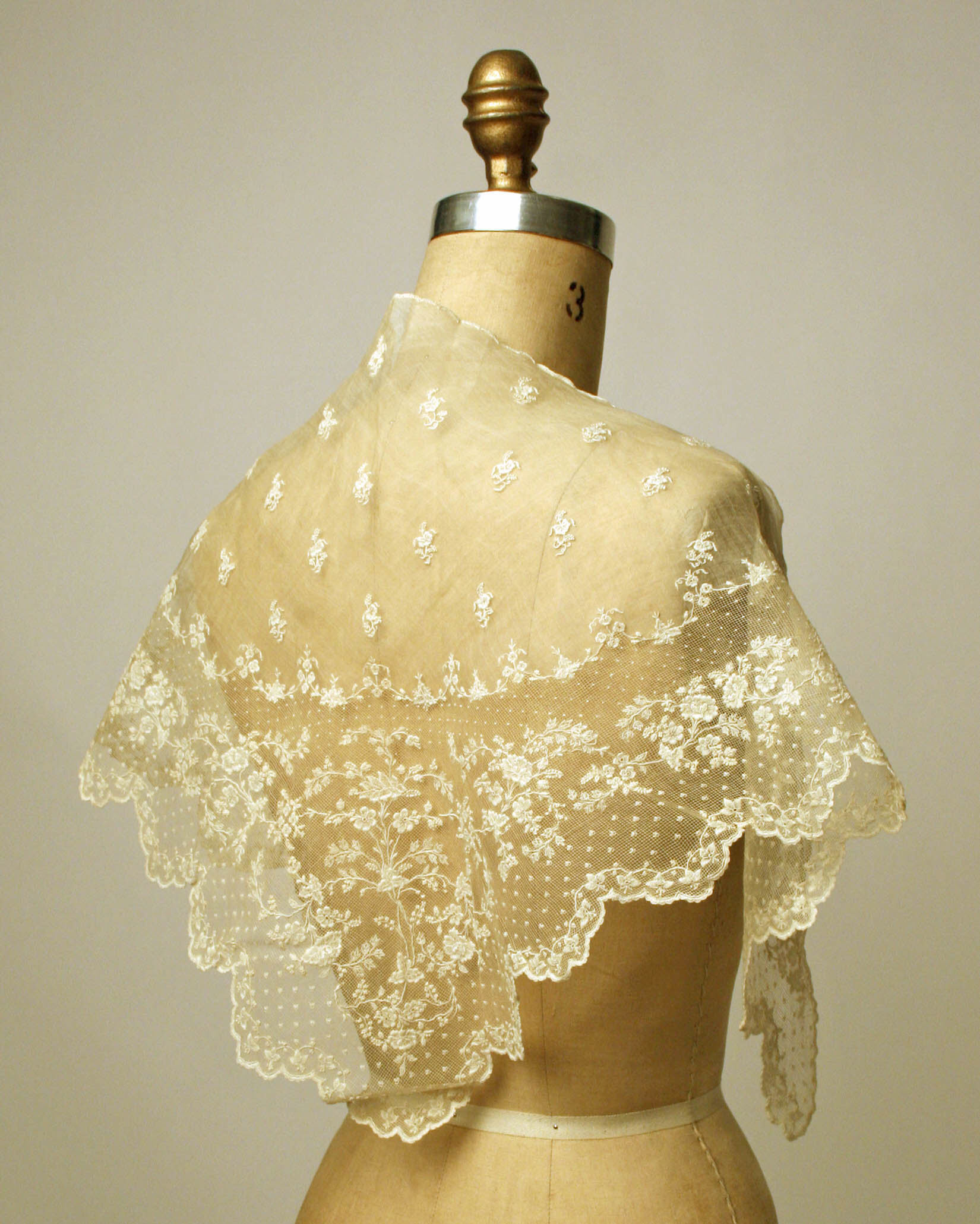
19世紀初頭にピニャとリネンで作られたメトロポリタン美術館収蔵のパニュエロ（スカーフ）

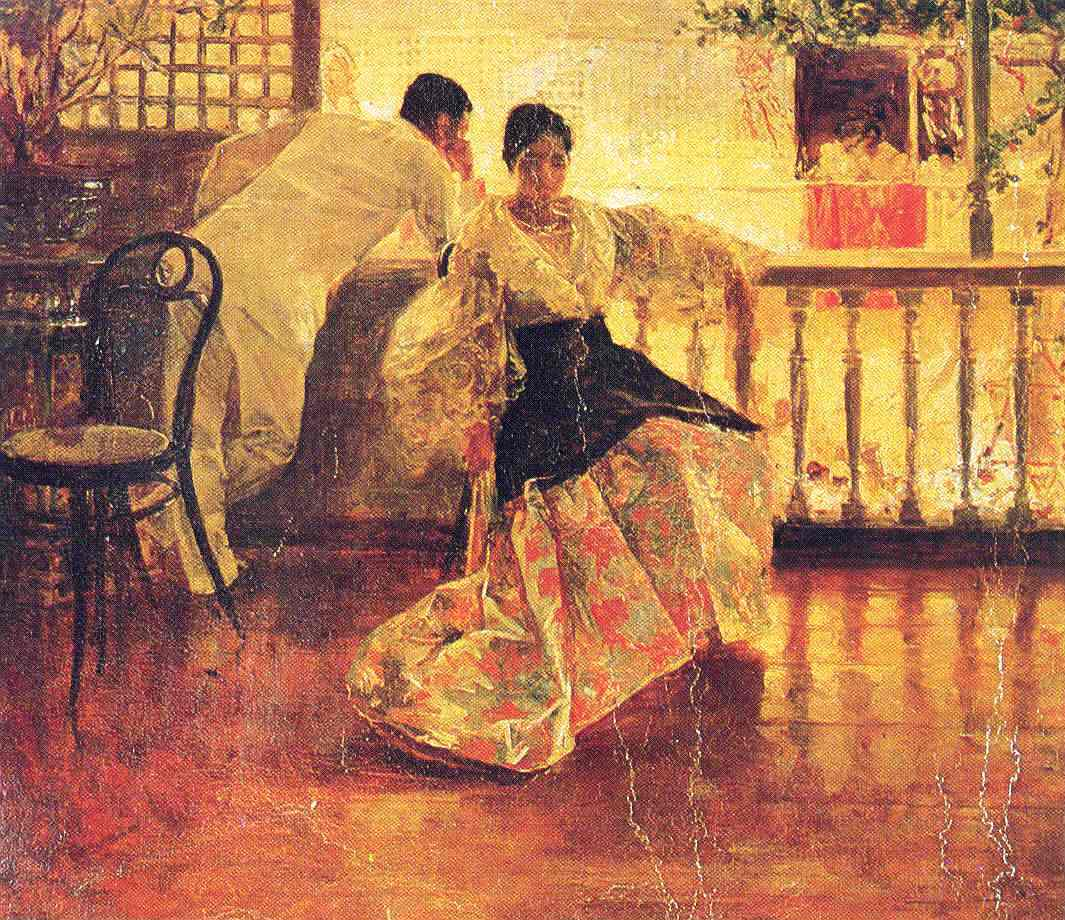
Tampuhan、1895年、フアン・ルナ作。女性はフィリピンの伝統的なドレス、トラジェ・デ・メスティサを纏っている。これは多くがピニャから作られていた。

パイナップルはスペイン植民地時代に原産地の南米からスペインによってフィリピンに導入された。「レッド・スパニッシュ」（Red Spanish）、あるいは現地で「スパニッシュ・レッド」（Spanish Red）とも呼ばれている栽培品種は、早くも17世紀には繊維産業のために栽培され始めた。
紡織の技術は、似たような質感を持つアバカから取り出した繊維、シナマイ（sinamay）を織る技術を直接取り入れたものと見られる。シナマイの技術はスペイン人到来以前からの14世紀からにすでに存在していたとされ、シナマイとピニャには生産地の分布および生産者と織機に重複が見られる。
ピニャは、通常、カラド（calado）やソンブラド（sombrado）として知られる、複雑な花の刺繍で装飾された、光沢のあるレースのようなニピス（Nipis）生地に織り込まれた。
刺繍技術はカトリックの布教活動とともにフィリピンに伝わったものであり、17世紀以降、神学校や修道院で、読み書きや針仕事とともに教えられた。刺繍がフィリピンで定着した18世紀になって、ピニャも完成したとみられる。
スペインでは17世紀から18世紀にかけて、女性用の頭部装飾として、薄手の布で作られたヴェールまたはショールであるマンティラが流行した。このため、ブリュッセルからレースの輸入が増えたので、銀流出を抑制して国内産業を振興する重商主義的観点から、1723年に贅沢禁止令が出されてスペイン政府は外国産のレースの輸入を禁じた。もともとマンティラはピニャと技術的親和性が高く、この措置が一種の輸入代替工業化としてピニャの輸出拡大に結びついたとみられる。
この織物はスペイン植民地時代のフィリピンからの高級輸出品であり、18世紀と19世紀にヨーロッパの貴族の間で支持を得た。ニピス生地はエキゾチックで豪華なものとして高く評価されていた。王侯による注目すべき所有例としては、教皇ピウス10世から贈られたスペイン王アルフォンソ13世の洗礼衣（現在は服飾博物館所蔵）、イギリス王エドワード7世とデンマークのアレクサンドラ王女の結婚祝いの贈り物のピニャのハンカチ、ビクトリア女王のペチコートと下着がある。また、マリアクララガウンが、イリアルテ侯爵（当時のラグナ州知事）によって、1870年に退位した女王イサベル2世のために発注されたが未完品に終わっている。19世紀に刺繍された数多くのピニャ織物が、世界中のさまざまな美術館のコレクションにあるが、それらの歴史は学術文献ではまだ研究されていない。 
19世紀中葉はピニャ生産の全盛期であり、たとえば1842年にマニラから輸出された布のうち、ピニャは金額ベースで4割を占めた。その後、19世紀後半になると、イギリスから工業的に生産された安価な織物の流入によってピニャに限らずフィリピンの織物産業全般は衰退していった。
フィリピン国内では、伝統的な服であるバロンタガログ、バロツサヤ、およびトラジェ・デ・メスティサに使われた。また、フィリピン人の上流階級の衣服だけでなく、女性のスカーフ（パニュエロ）としても用いられた。それらは、島の暑い熱帯気候で理想的で、軽くてさわやかな品質のために好まれた。産業は第二次世界大戦で破壊され、復活し始めたばかりである。 
パイナップル繊維産業の結果として、パイナップルを使った料理もフィリピンで開発された。これらは、次のような伝統的な食材や料理が含まれる：パイナップル酢、パイナップルソースを使った肉料理のハモナド、シチューの一種のアフリターダ、パイナップルチキン。もう1つの注目すべき副産物は、ナタ・デ・ピニャと呼ばれる伝統的なゼリーのようなデザートで、18世紀からフィリピンで生産されている。 

## 生産方法

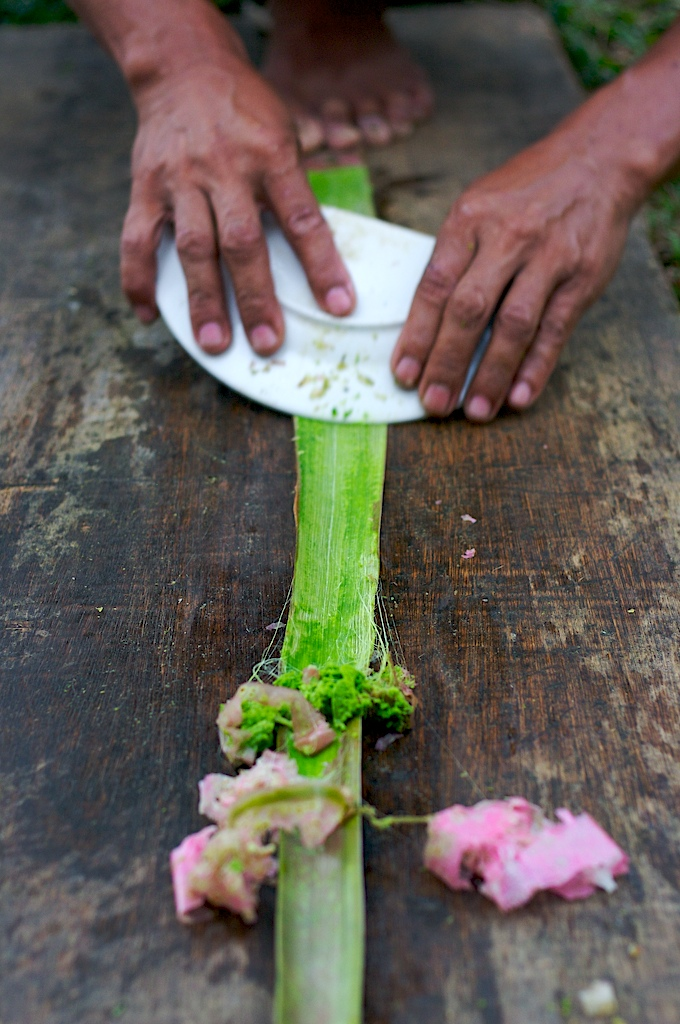
パイナップルの葉をこすって繊維を露出させる。

ピニャは葉から採取するため、最初に植物から葉を切り取る必要がある。次に、繊維を葉から引っ張り取るか、または裂くかする。ほとんどの葉の繊維は長くてやや硬い。ピニャ繊維の絇（より糸の元となる小繊維）を手でこすり、1つずつつなぎ合わせて長い糸にして、手織りでピニャ布にする。 

## 生産者
アクラン州のカリボは、フィリピンの主要かつ最古のピニャ布の製造/織り手であり、世界のさまざまな地域、特に北米とヨーロッパに輸出されている。ピニャ織りは古くからの伝統であるが、復興は最近で、過去20年間に復活した。 
パイナップルシルクは、フィリピンの布の女王と見なされ、フィリピンのエリートの選ぶ布と見なされる。フィリピンで開催された1996年のAPECサミット中に、世界の指導者たちは集合写真撮影でカリボから調達されたピニャで作られたバロンタガログを着た。 
製造業者には、La Herminia Piña Weaving Industry 、 Malabon Pina Producers and Weavers Association、Reycon's Piña Cloth and Industry、Rurungan sa Tubod Foundationなどがある 。 

## 用途
ピニャ生地は、軽量でありながら剛性があり、透け感のある外観と滑らかなシルクのような質感が特徴である。現代では、主にバロンタガログ、バロツサヤ、およびフィリピンの他の伝統的なフォーマルウェアの製造に使用されている。テーブルリネン、バッグ、マット、その他の衣類にも使用される。 

## ギャラリー

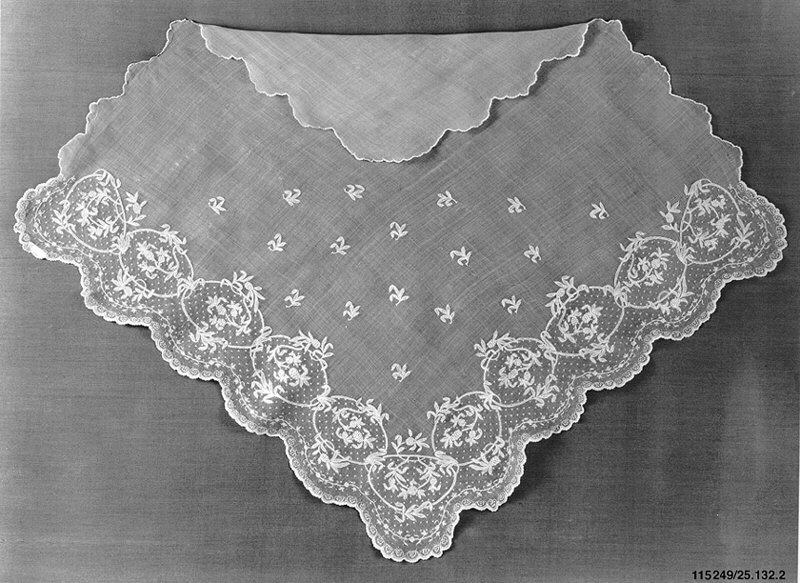
19世紀初期のパニュエロ。メトロポリタン美術館所蔵。ピニャとリネン製。
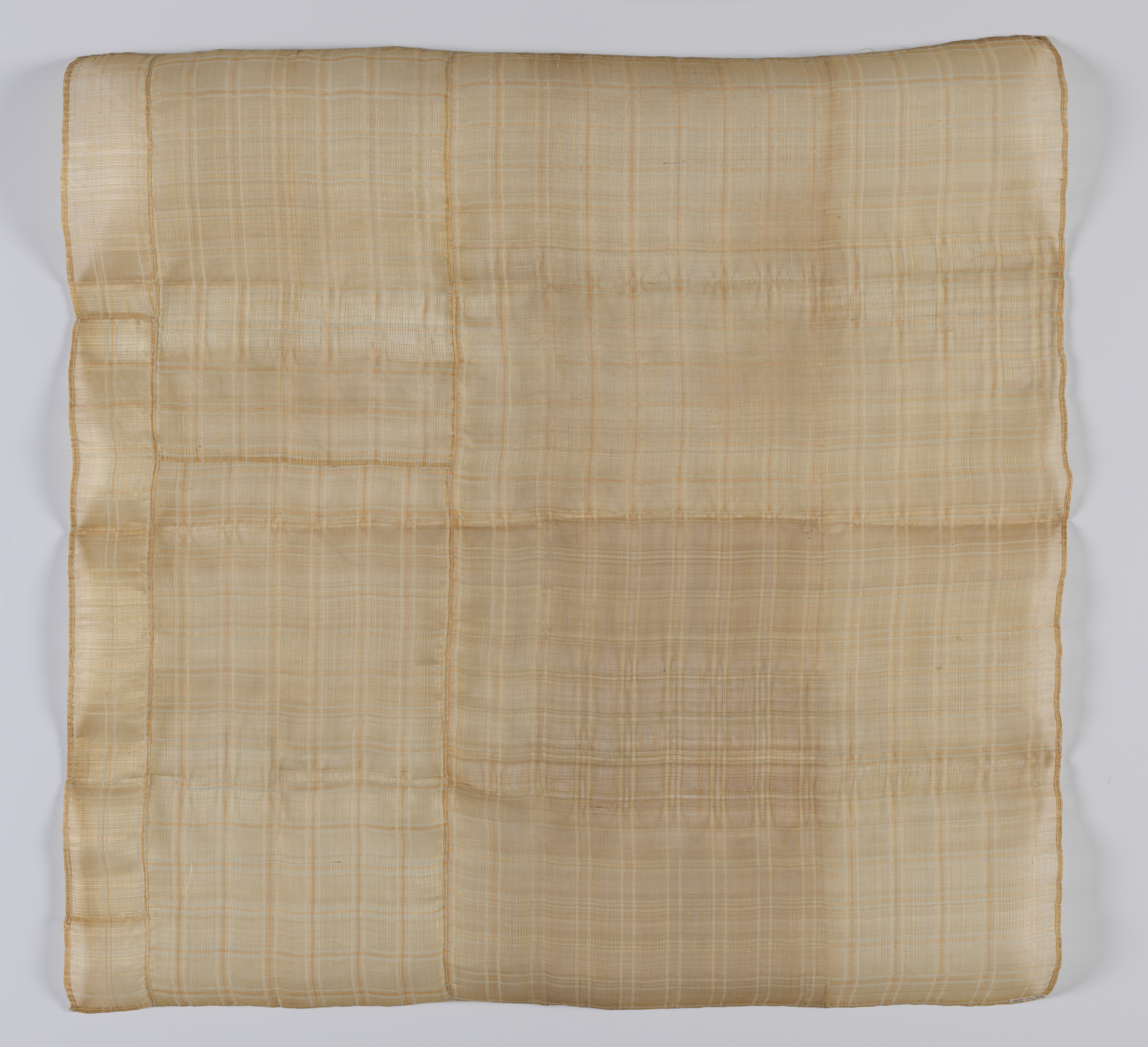
19世紀の木綿とピニャの織物。クーパー・ヒューイット国立デザイン博物館所蔵。
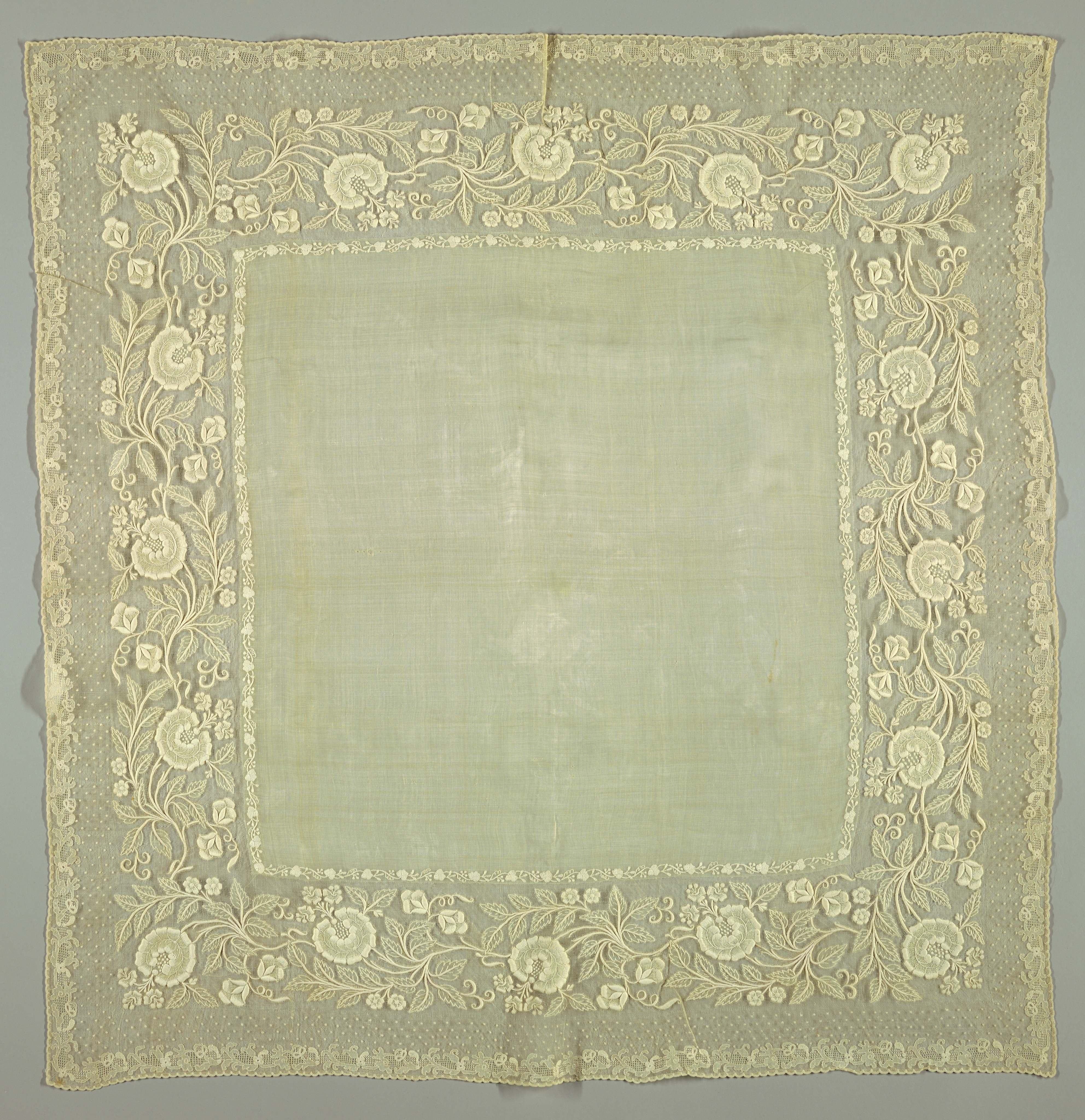
19世紀のハンカチ。ピニャに木綿の刺繍。
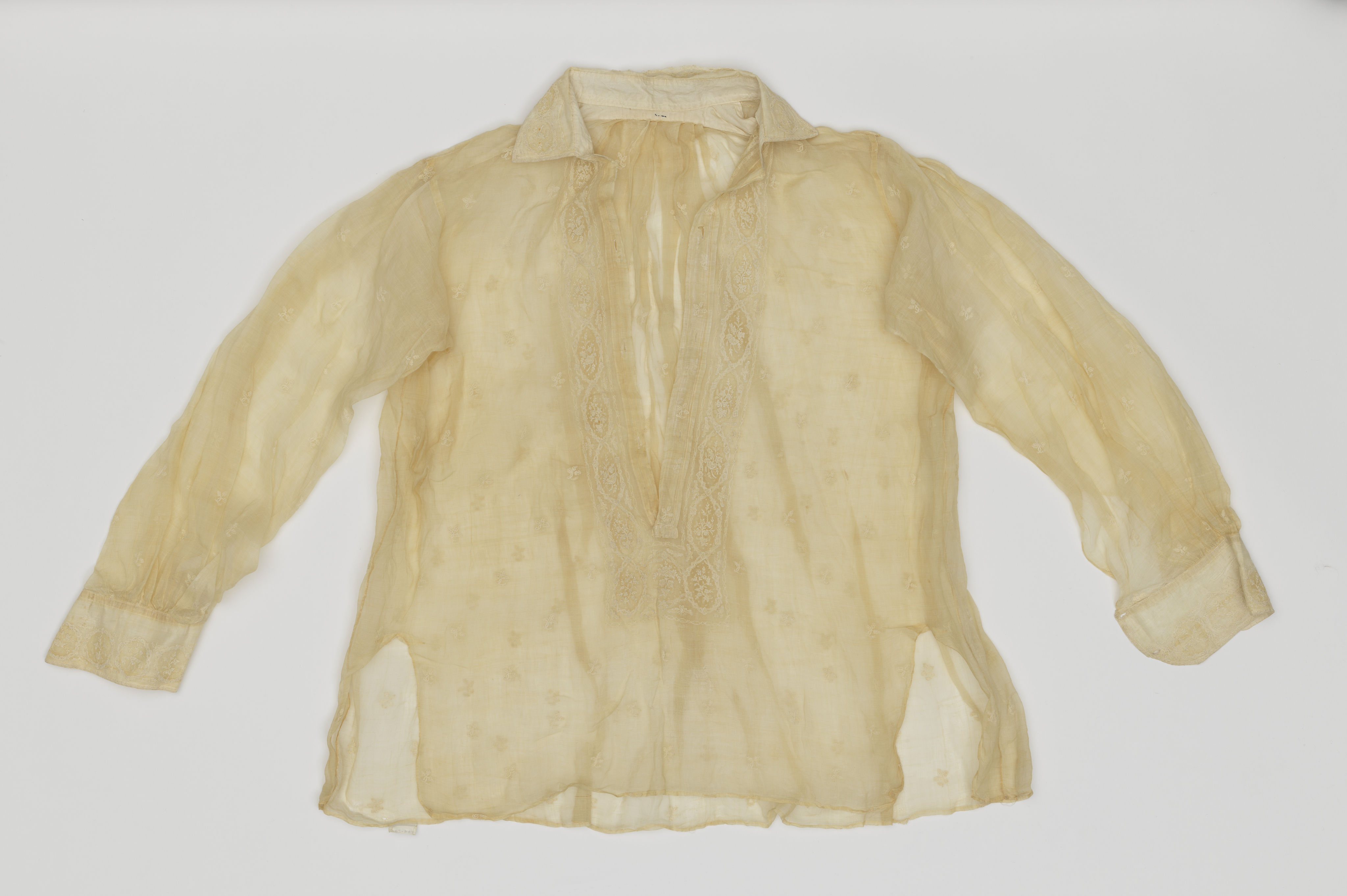
19世紀のバロンタガログ。ピニャと木綿製。
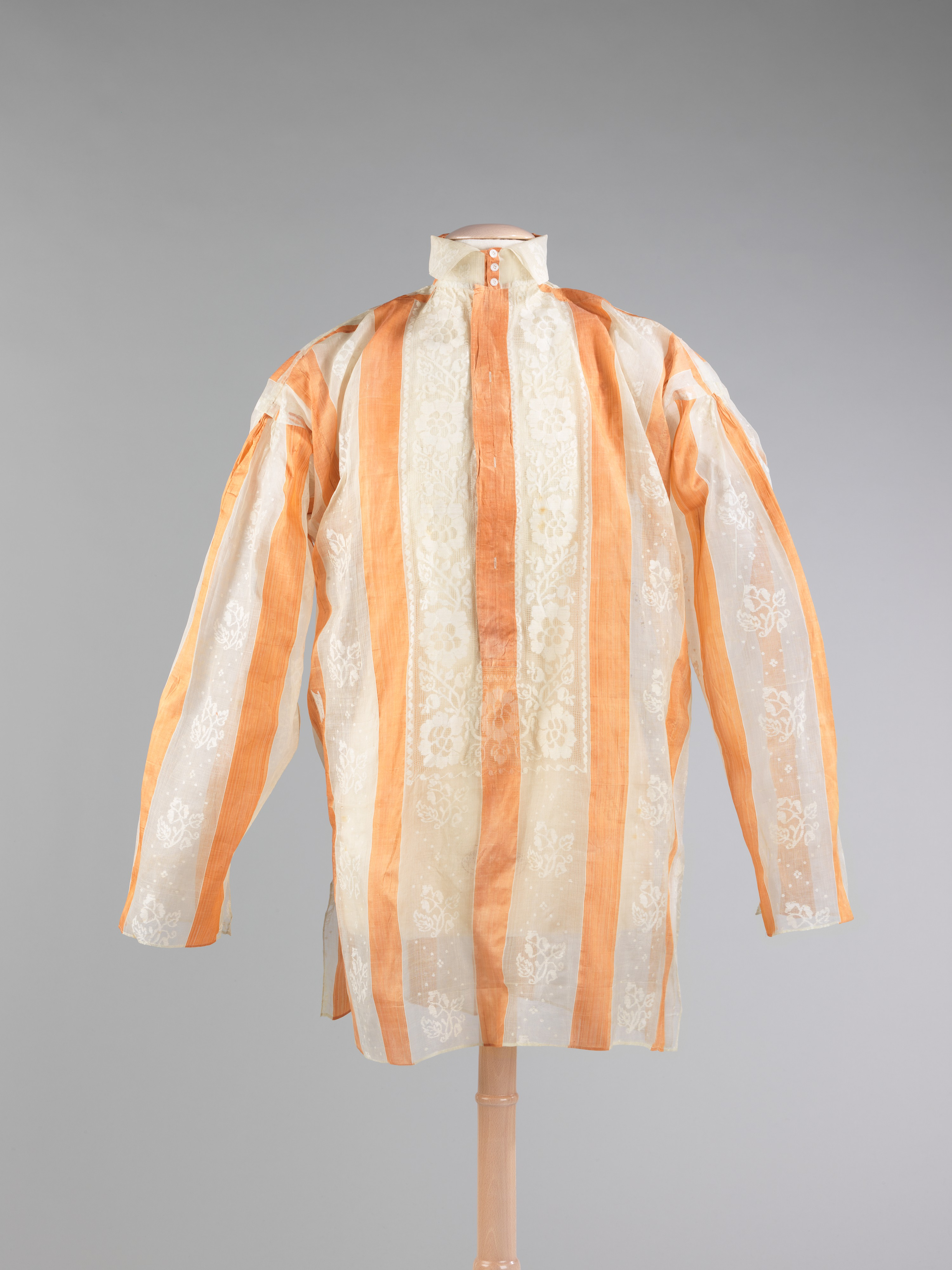
19世紀初期の縦縞バロンタガログ。ピニャ製。
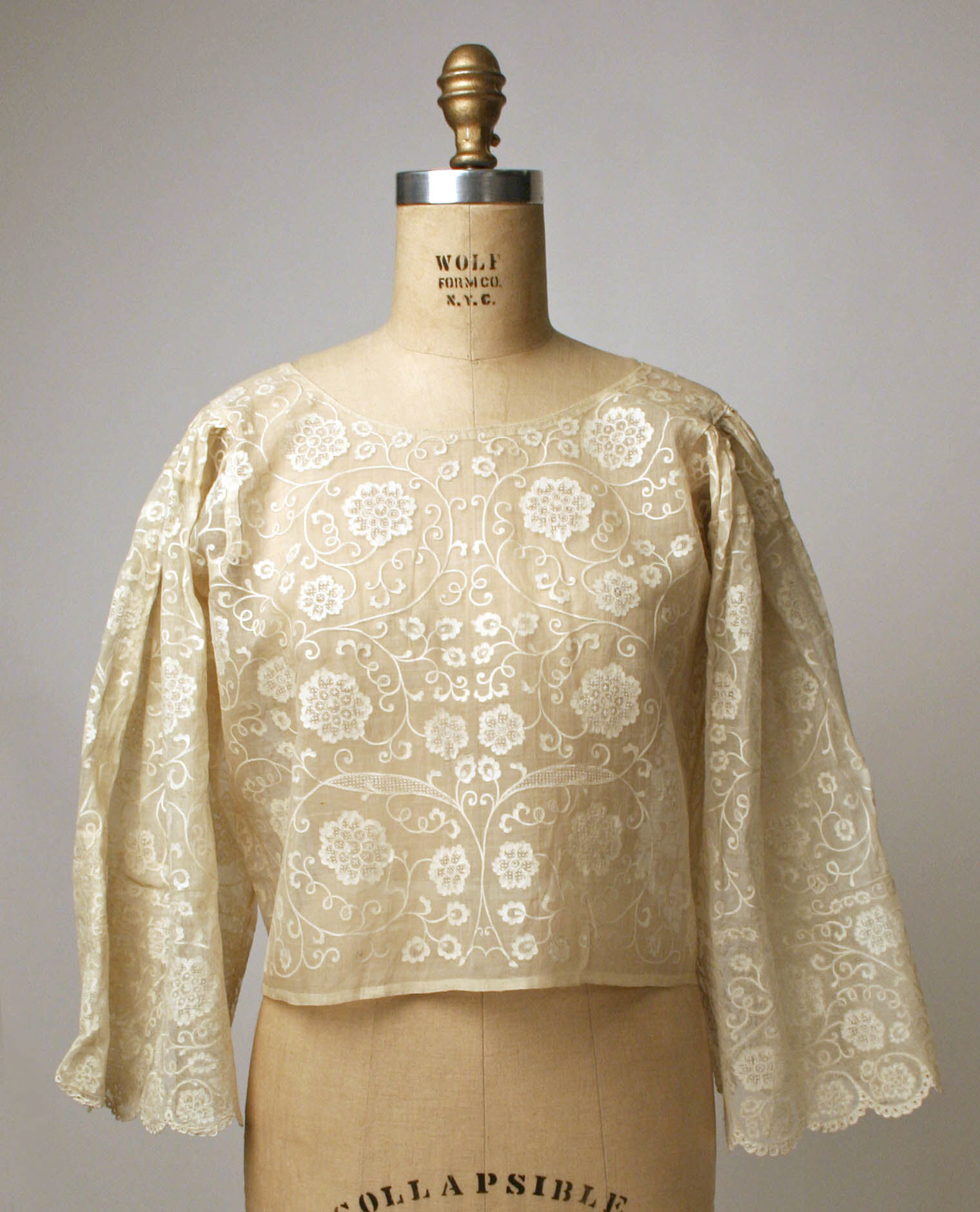
19世紀初期のcamisa (ブラウス)。ピニャと木綿製。
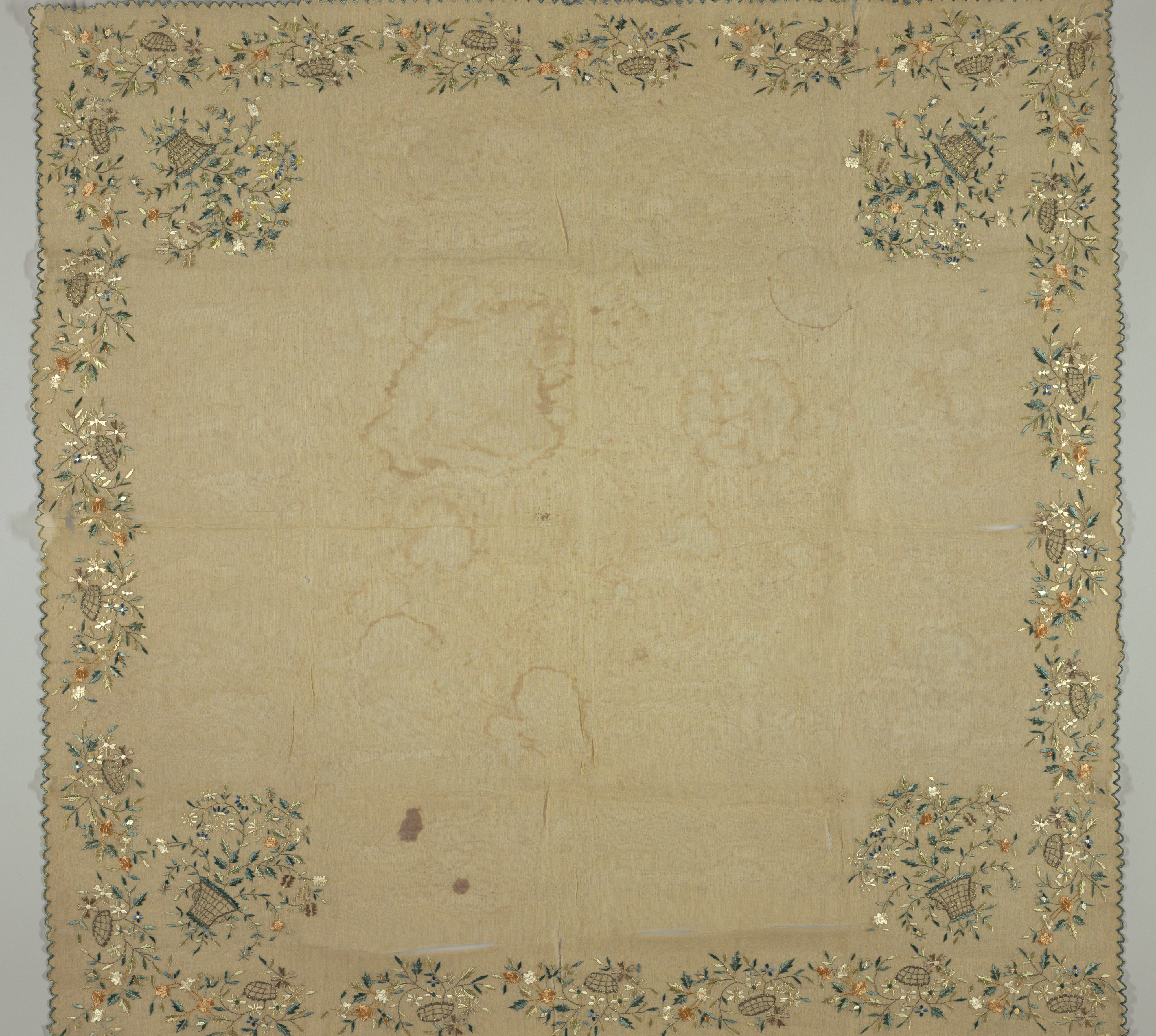
19世紀のパニュエロ。絹と銀糸による刺繍。
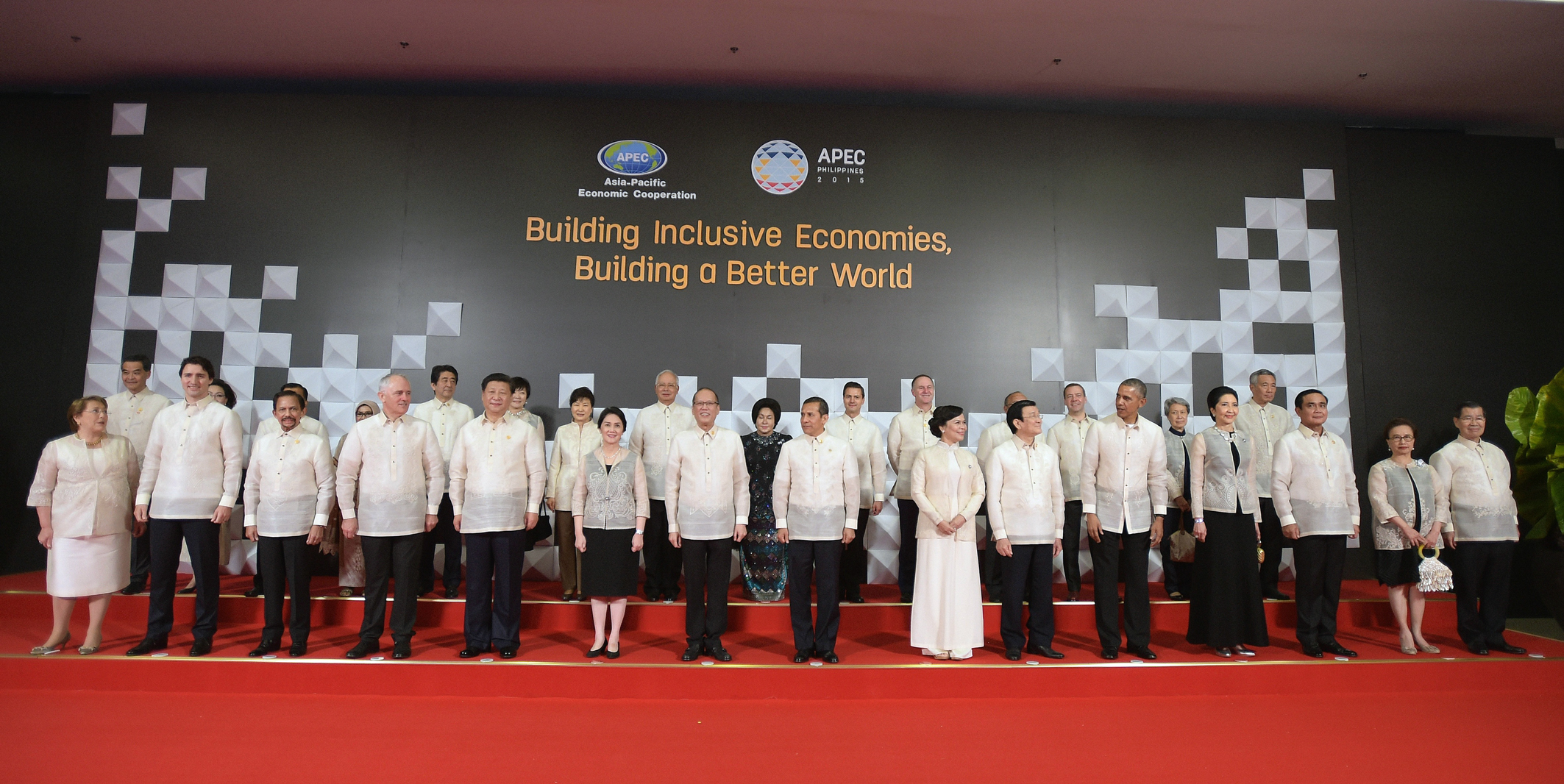
APEC Philippines 2015の集合写真。男性はバロンタガログを着ている。女性のトップスもピニャ製[21]。
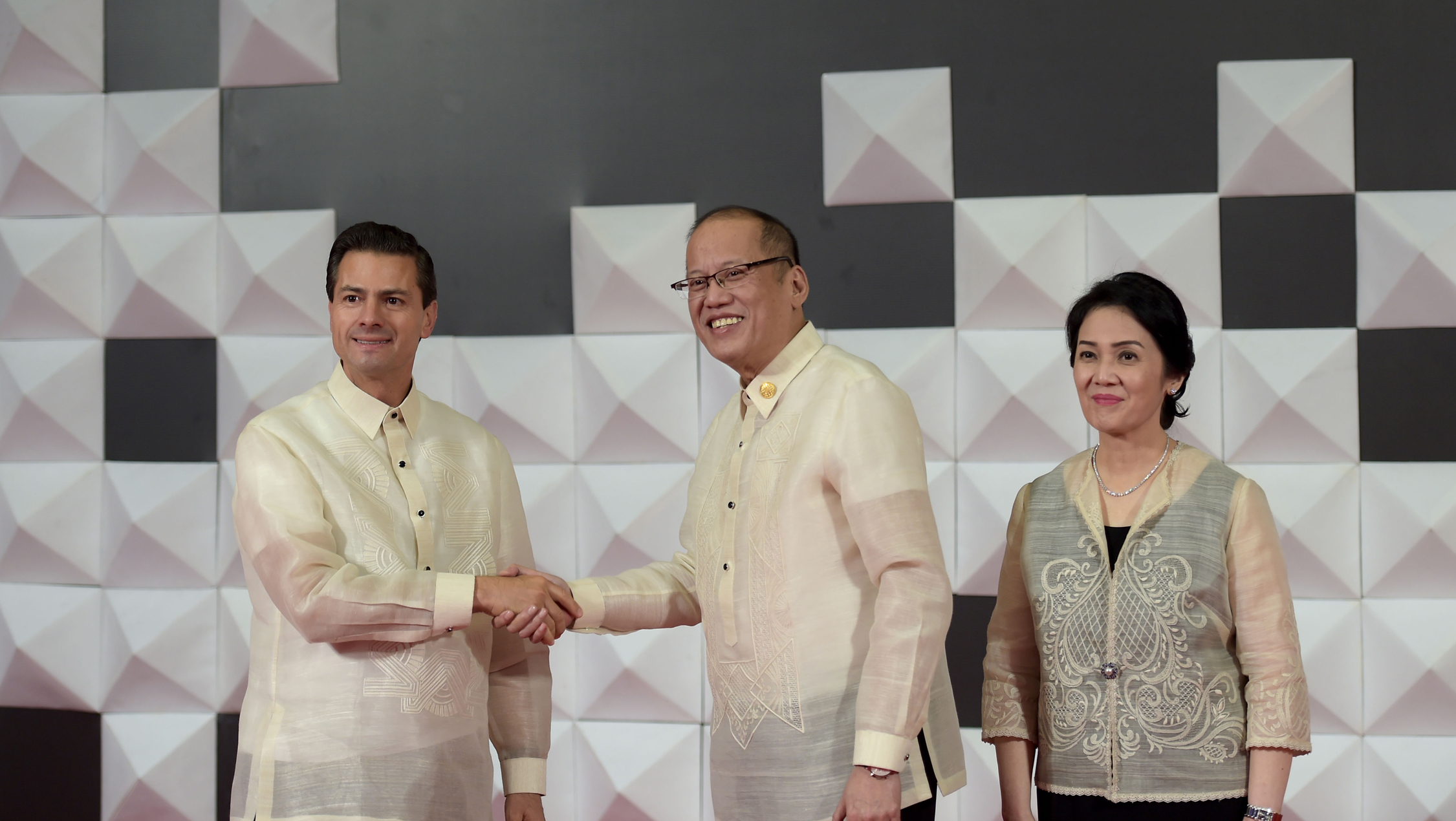
APECでメキシコのペニャニエト大統領を迎えるホストのアキノ大統領と姉のマリア・エレナ[22]。
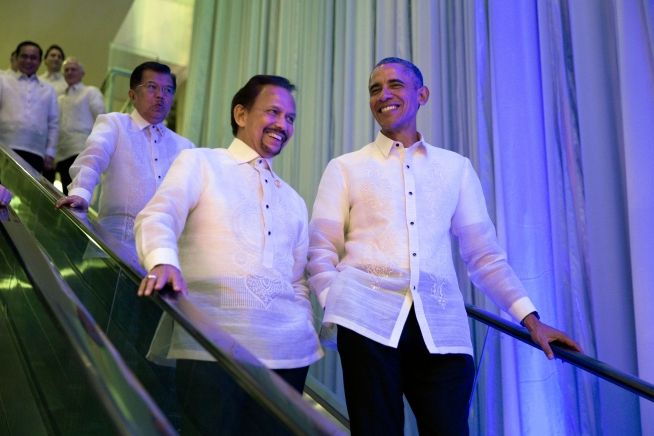
談笑中のオバマ大統領とボルキア国王。刺繍の意匠はそれぞれに異なる[21]。